# Ербіо
Ербіо († після 808) — франкський дворянин кінця VIII — початку IX століття.

## Походження
Він був сином графа Герольда з Вінцгау († бл. 784), родоначальника родів Герольдонів та Удальріхінгів, та Іми (Еми) († 784/786), доньки алеманського герцога Гнабі з Баварії. У нього були сестра Гільдегарда († бл. 785), яка вийшла заміж за Карла Великого, та брати Герольд (префект Баварії, † 799) та Адріан (граф Орлеанський, † 822).
Ербіо згадується в документі 808 року, коли зробив пожертвування монастирю Вайссенбург в Ельзасі.

## Родина
Ербіо одружився, ймовірно, на сестрі Вільгельма I, графа Тулузького, ім'я якої невідоме. Їхні діти:
- Євгенія, засвідчена 808 роком;
- Одо, також Вадо († X 834), граф Орлеанський, який був батьком Ірментруди Орлеанської († 869), яка в 842 році вийшла заміж за імператора Карла II Лисого.
- Вільгельм († X 834), перший граф Блуаський.